# 蘇蘇爾盧克
蘇蘇爾盧克（Susurluk）是土耳其的城市，由巴勒克埃西爾省負責管轄，位於該國西北部，面積945平方公里，海拔高度63米，該鎮盛產肥皂和奶類食品，2008年人口24,050。